# Darnkowskie Wzgórza
Darnkowskie Wzgórza (niem. Dörnikauer Berge) – wąski grzbiet górski w południowo-zachodniej Polsce, w południowo-zachodniej części Sudetów Środkowych w województwie dolnośląskim.
Najwyższym szczytem w Darnkowskich Wzgórzach (Wzgórza Lewińskie) jest Cisowa  (723 m n.p.m.).

## Turystyka
Przez wzgórza przechodzi szlak turystyczny:
- niebieski – z Kudowy-Zdroju do Brzozowia.
- – niebieski z Kulina do Dańczowa.